# Włodzimierz Mięsowicz
Włodzimierz Mięsowicz (ur. 1929 w Węglówce, w powiecie krośnieńskim, zm. 7 lipca 2015 (wg innych źródeł 5 lipca 2015)) – polski specjalista w zakresie wydobycia miedzi, kierownik budowy kopalń. Członek Państwowej Rady Górnictwa (1982-1990).

## Życiorys
Był absolwentem Akademii Górniczo-Hutniczej w Krakowie. Od 1952 roku pracował w kopalni "Stara Góra" w Przedsiębiorstwie Budowy Kopalń Rud Żelaza w Częstochowie, natomiast od 1 października 1964 roku związany był z Przedsiębiorstwem Budowy Kopalń Rud Miedzi w Lubinie, gdzie piastował funkcję naczelnego inżyniera. W latach 1965– 1976 związany był z budową Zagłębia Miedziowego, kierując budową kopalni ZG "Lubin" (dyrektor w latach 1967-1968). Od 1969 roku kierował budową kopalni ZG "Rudna" w Legnicko-Głogowskim Okręgu Miedziowym oddanej do użytku w lipcu 1974 roku. Następnie w latach 1974-1976 kierował budową kopalni ZG Sieroszowice.
W czerwcu 1976 roku został przeniesiony przez ministra przemysłu ciężkiego Włodzimierza Lejczaka, do Wyższego Urzędu Górniczego w Warszawie, gdzie powierzono mu organizację Okręgowego Urzędu Górniczego w Lublinie. Następnie od 1979 roku pełnił funkcję dyrektora Kombinatu Budownictwa Górniczego i Przemysłowego Lubelskiego Zagłębia Węglowego w Łącznej. W późniejszym okresie piastował funkcję dyrektora Departamentu Górnictwa i Geologii w Ministerstwie Górnictwa, a następnie w Ministerstwie Hutnictwa i Przemysłu Maszynowego.
Zginął w wypadku samochodowym 7 lipca 2015 roku.